# Witold Sokołowski (podpułkownik żandarmerii)
Witold Marian Karol Sokołowski (ur. 28 stycznia 1882 w Wieliczce, zm. ?) – podpułkownik żandarmerii Wojska Polskiego, działacz niepodległościowy, kawaler Orderu Virtuti Militari, nauczyciel.

## Życiorys
Urodził się 28 stycznia 1882 roku w Wieliczce, w rodzinie Józefa i Stefanii z Radomyskich. Uczył się w c. k. Gimnazjum w Bochni, w którym w czerwcu 1902 zdał egzamin dojrzałości. Przed 1914 roku był profesorem gimnazjalnym . W okresie zaboru austriackiego w ramach autonomii galicyjskiej podjął pracę nauczyciela od 28 stycznia 1907 roku. W 1911 roku był zastępcą nauczyciela w C. K. Gimnazjum w Jaśle.
Po wybuchu I wojny światowej wstąpił do Legionów Polskich. Służył w 8. kompanii II batalionu 3 pułku piechoty .
12 listopada 1918 roku gen. bryg. Bolesław Roja, stojący na czele Polskiej Komendy Wojskowej w Krakowie, mianował go majorem ze starszeństwem z dniem 1 listopada 1918 roku. 23 listopada tego roku został przydzielony z 5 pułku piechoty Legionów do Komendy Okręgu Wojskowego w Przemyślu. 8 stycznia 1919 roku został przyjęty z dniem 15 listopada 1918 roku do Wojska Polskiego z byłych Legionów Polskich i zatwierdzony tymczasowo w stopniu majora nadanym przez generała Roję. 6 marca 1919 roku został przeniesiony z 5 pp Leg. do Ministerstwa Spraw Wojskowych , a 20 maja tego roku wyznaczony na stanowisko zastępcy komendanta XXI Powiatowej Komendy Uzupełnień Lwów. 4 sierpnia 1919 roku został przeniesiony do Żandarmerii Polowej.
11 czerwca 1920 roku został zatwierdzony z dniem 1 kwietnia 1920 roku w stopniu podpułkownika, w żandarmerii, w grupie oficerów z byłych Legionów Polskich. Był wówczas zastępcą szefa Żandarmerii Polowej w Naczelnym Dowództwie Wojska Polskiego. 1 czerwca 1921 roku pełnił służbę w Dowództwie Żandarmerii Wojskowej w Warszawie, a jego oddziałem macierzystym był 1 dywizjon żandarmerii.
W 1921 roku został przeniesiony do rezerwy. W następnym roku został zweryfikowany w stopniu podpułkownika ze starszeństwem z dniem 1 czerwca 1919 w korpusie oficerów rezerwowych żandarmerii. W latach 1923–1924 posiadał przydział w rezerwie do 1 dywizjonu żandarmerii w Warszawie.
13 maja 1929 roku przeniósł się z Warszawy do Poznania i zamieszkał przy ul. Rybaki 18. 1 czerwca 1929 roku został przyjęty do Poznańskiego Urzędu Wojewódzkiego w charakterze pracownika kontraktowego, w VII stopniu służbowym. W 1934 roku, jako podpułkownik pospolitego ruszenia żandarmerii, pozostawał w ewidencji Powiatowej Komendy Uzupełnień Poznań Miasto. Posiadał przydział do Oficerskiej Kadry Okręgowej Nr VII. Był wówczas „reklamowany na 12 miesięcy”. 3 marca 1935 roku został wybrany członkiem zarządu okręgu Związku Legionistów Polskich we Lwowie.

## Ordery i odznaczenia
- Krzyż Srebrny Orderu Wojskowego Virtuti Militari nr 5965 – 17 maja 1922[23][24][2]
- Krzyż Niepodległości – 12 marca 1931 „za pracę w dziele odzyskania niepodległości”[25][5]
- Krzyż Walecznych czterokrotnie[26]